# Adrian Gunnell
Adrian Gunnell (* 24. August 1972 in Telford) ist ein englischer Snookerspieler.

## Karriere
Gunnell war ab 1994 Profispieler. Er konnte bei verschiedenen Turnieren der Snooker Main Tour die Runde der letzten 16 erreichen, jedoch blieben größere Erfolge aus. 1999 schaffte er bei den Thailand Masters sein bisher einziges Maximum Break während eines offiziellen Turniers. Bei einem Übungsspiel gegen seinen Freund Ian Duffy gelangen ihm allerdings drei Maximum Breaks in nur vier Frames; eine Leistung, die kein weiterer Snooker-Spieler erreicht hat.
Durch eine gute Saison 2006/07 arbeitete sich Gunnell auf den 36. Platz in der Weltrangliste vor, eine Platzierung, die er auch in der folgenden Saison hielt. Bei der Weltmeisterschaft 2007 unterlag er Michael Holt in der letzten Runde der Qualifikation mit 7:10.